# Franz Seldte
Franz Seldte (Maagdenburg, 29 juni 1882 – Fürth, 1 april 1947) was een Duits politicus, medeoprichter van de Stahlhelm, een paramilitaire organisatie in de Weimarrepubliek en rijksminister van Arbeid in het Kabinet-Hitler.

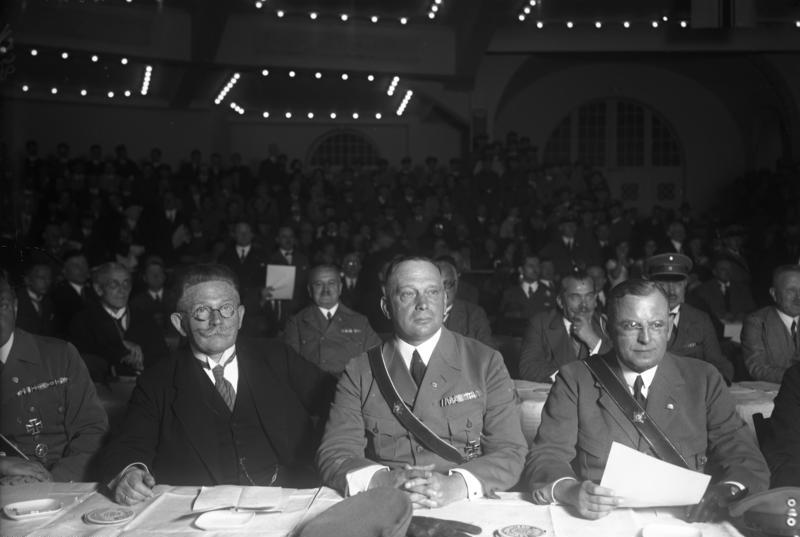
Seldte (rechts) met links van hem dr. Hugenberg en Von Stephani.

## Levensloop
Seldte wordt als zoon van een fabrikant van chemische producten en sodawater geboren in Maagdenburg in de Pruisische provincie Saksen. Hij bezoekt daar de Wilhelm-Raabeschool. Na een stage als verkoper volgt hij een studie scheikunde aan de universiteiten van Braunschweig en Greifswald. In 1908 neemt hij de zaak van zijn vroeg overleden vader over.
Als officier van het Duitse leger raakt hij gewond in de Eerste Wereldoorlog en verliest hij zijn linkerarm. Daarna werkt hij als frontverslaggever. Hij wordt bekroond met het IJzeren Kruis 2e en 1e klasse en bevorderd tot rang van Hauptmann (kapitein) in de 7e reservedivisie.
In reactie op de Novemberrevolutie in Duitsland in 1918, richt hij op 25 december 1918 de Stahlhelm, Bund der Frontsoldaten op, waarvan hij leider wordt. Vanaf 1923 komt hij echter steeds vaker in conflict met zijn plaatsvervanger Theodor Duesterberg.
Seldte wordt lid van de Duitse Nationale Volkspartij en de Maagdenburgse gemeenteraad.
De Stahlhelm profileert zich gedurende de latere jaren van de Weimarrepubliek als steeds meer antidemocratisch en antirepublikeins. Seldte hoopt dat de organisatie uitgroeit tot een leidinggevende orgaan van een sterke, verenigde rechtse beweging om zo het nationaal-conservatieve kamp meer te kunnen aanspreken. In 1929 werkt de Stahlhelm samen met de DNVP onder leiding van Alfred Hugenberg, het Alldeutscher Verband en de NSDAP om een referendum op te zetten tegen het Young-plan en de Duitse herstelbetalingen na de Eerste Wereldoorlog. Het doel was om rijkskanselier Hermann Müller en zijn ministers als landverraders neer te zetten. De stemming behaalt echter het quorum niet en is daarom ongeldig. In 1931 is Seldte medeoprichter van het kortstondige Harzburg-front, een rechtse samenwerkingsverband van conservatieven en nazi's tegen Müllers opvolger Heinrich Brüning.

## Kabinet-Hitler
Seldte had het idee om de nazi's te leiden onder een regering waarvan hij kanselier zou zijn, maar realiseerde zich dat Hitler hier niet mee in zou stemmen. Op de dag van de Machtergreifung treedt Seldte toe tot het Kabinet-Hitler als rijksminister van Arbeid, wederom zijn rivaal Duesterberg overtreffende. In de aanloop naar de Rijksdagverkiezingen van 1933 proberen de Stahlhelm en de Duitse Nationale Volkspartij samen van het Strijdfront Zwart-Wit-Rood (Kampffront Schwarz-Weiß-Rot) het dominante politieke kamp aan de rechterflank te maken, maar faalden doordat de partij maar 8,0% van de stemmen kreeg. Seldte krijgt desalniettemin een zetel in de Rijksdag als "gast" van de DNVP.
Op 27 april 1933 wordt Seldte dan toch lid van de NSDAP en integreert de leden van de Stahlhelm in Ernst Röhms Sturmabteilung (SA). In augustus 1933 wordt hij geëerd met de rang van SA-Obergruppenführer en later wordt hij Reichskommissar für den Arbeitsdienst. Hij wordt als leider van de Reichsarbeitsdienst echter al snel verdrongen door zijn staatssecretaris Konstantin Hierl. In maart 1934 wordt Seldte benoemd tot leider van de NSDFB (nationalsozialistischen deutschen Frontkämpferbundes), de opvolger van de Stahlhelm, die echter al snel ontbonden wordt. In 1935 verzoekt Seldte om van zijn officiële verantwoordelijkheden te worden verlost, maar Hitler weigert. Hij blijft rijksminister van Arbeid tot aan het einde van de Tweede Wereldoorlog en lid van de Pruisische regering onder minister-president Hermann Göring, eveneens als minister van Arbeid.
Seldte wordt aan het eind van de oorlog gearresteerd en gevangengenomen in Mondorf-les-Bains. Hij sterft uiteindelijk in een Amerikaans militair ziekenhuis in Fürth, voor hij kan worden aangeklaagd.
Ten tijde van Nazi-Duitsland zijn enkele straten naar hem vernoemd, onder andere in zijn geboortestad Maagdenburg en Leverkusen.
- Bibsys: 90779707
- Bibliothèque nationale de France: cb109252586 (data)
- CiNii: DA04495302
- Gemeinsame Normdatei: 117473847
- International Standard Name Identifier: 0000 0000 8361 4040
- Library of Congress Control Number: n83182500
- Bibliotheek van het Japanse parlement: 00526056
- Nationale Bibliotheek van Tsjechië: xx0076585
- Nationale bibliotheek van Australië: 35721294
- Nationale Bibliotheek van Israël: 987007275251705171
- Nationale Bibliotheek van Polen: a0000002813366
- Nederlandse Thesaurus van Auteursnamen: 10945538X
- Réseau des bibliothèques de Suisse occidentale: 02-A003819856
- Trove: 1057821
- Virtual International Authority File: 18000957
- WorldCat: E39PBJrrtHj9KdgtBjhbckK8G3

Adolf Hitler · Franz von Papen · Konstantin von Neurath · Joachim von Ribbentrop · Wilhelm Frick · Heinrich Himmler · Lutz Schwerin von Krosigk · Alfred Hugenberg · Kurt Schmitt · Hjalmar Schacht · Hermann Göring · Walther Funk · Franz Seldte · Franz Gürtner · Franz Schlegelberger · Otto Georg Thierack · Werner von Blomberg · Wilhelm Keitel · Freiherr von Eltz-Rübenach · Julius Heinrich Dorpmüller · Wilhelm Ohnesorge · Walther Darré · Herbert Backe · Joseph Goebbels · Bernhard Rust · Fritz Todt · Albert Speer · Alfred Rosenberg · Hanns Kerrl · Hermann Muhs · Otto Meißner · Hans Heinrich Lammers · Martin Bormann · Karl Hermann Frank · Rudolf Hess · Ernst Röhm · Paul Giesler